# Enkhuizen
Enkhuizen er en by og en kommune i regionen Vestfriesland i Noord-Holland, Nederlandene. Kommunens størrelse er på 116,04 km², og indbyggertallet er på 17.833 pr. 1. januar 2007.
Enkhuizen var en af havnebyerne for Forenede Østindiske kompagni i lighed med Hoorn og Amsterdam og dermed et af de centrale steder, hvor handelen med Fjernøsten fandt sted. Den fik byrettigheder i 1355, og i midten af det 17. århundrede, hvor den var i sin stormagtstid, var byen en af de vigtigste havnebyer i Nederlandene. Af flere årsager, heriblandt tilsanding af havnen, mistede Enkhuizen sin position til Amsterdam. 
I nutiden har byen genoprettet sin position som havneby og har en af de største marinaer i landet. Den huser blandt andet Zuiderzeemuseum, der er et frilandsmuseum, som viser livet i landsbyerne ved Zuiderzee gennem historien. De fleste af bygningerne i museet kommer fra andre dele af landet end Enkhuizen, fx Purmerend og Amsterdam. 
Blandt kommunens hovederhverv er frøproduktion og plastikfremstilling. Størst betydning har dog turisme, idet store dele af den indre by er bevaret fra byens storhedstid, heriblandt to kirker fra det 15. århundrede, de stort set intakte bymure fra det 17. århundrede, herunder byporte og tårn (kaldet Drommedaris), samt rådhuset, der ligeledes stammer fra det 17. århundrede.
52°42′00″N 5°17′00″Ø / 52.7°N 5.2833°Ø